# Джино Павезі
Джино Павезі (італ. Gino Pavesi, 9 травня 1888, Піза — 3 лютого 1960, Рим) — італійський адмірал.

## Біографія
Джино Павезі народився 9 травня 1888 року у Пізі. У 1906 році вступив до Військово-морської академії в Ліворно, яку закінчив у 1909 році у званні гардемарина. У званні молодшого лейтенанта брав участь в італійсько-турецькій війні (1911—1912) на борту крейсера «Джузеппе Гарібальді».
У 1915 році отримав звання лейтенанта. Під час Першої світової війни ніс службу на борту броненосця «Амміральйо ді Сан-Бон» та есмінця «Антоніо Мосто».
Після закінчення війни, у званні капітана III рангу, протягом 1925—1926 років був помічником капітана крейсера «Анкона». Протягом 1926—1927 років командував есмінцями «Агостіно Бертані» та «Чезаре Баттісті». 15 жовтня 1927 року отримав звання капітана II рангу, у 1933 році — капітана I рангу. Протягом 1933—1935 років командував есмінцями «Ланцеротто Малочелло» і «Антоніо Пігафетта», потім дивізіоном есмінців. Протягом 1935—1937 років командував крейсером «Луїджі Кадорна». Надалі ніс службу у міністерстві військово-морських сил, зокрема у Корпусі королівських екіпажів військово-морських сил (італ. Corpo Reali Equipaggi di Marina).

### Друга світова війна
У січні 1940 року Джино Павезі отримав звання контрадмірала. На момент вступу Італії у Другу світову війну 10 червня 1940 року він обіймав посаду у департаменті підготовки нових кораблів. У лютому 1941 року став інспектором шкіл Вищого командування Корпусу королівських екіпажів військово-морських сил.
У вересні 1942 року отримав звання дивізійного адмірала. У березні 1943 року був призначений командувачем Військово-морської зони на острові Пантеллерія.

#### Облога Пантеллерії
Після капітуляції італійсько-німецьких військ у Північній Африці у травні 1943 року Пантеллерія стала найближчим аванпостом Італії у морській війні. У ході запланованого вторгнення на Сицилію союзна розвідка виявила радіолокатори і аеродромну інфраструктуру на острові й визначила їх яка реальну загрозу для успіху операції «Хаскі».
Італійський гарнізон на острові налічував близько 12 000 осіб, що спиралися на потужну оборонну систему добре оснащених та підготовлених опорних пунктів, до того ж посилених 21 артилерійською батареєю різних калібрів. Союзне командування ухвалило рішення скористатися такою можливістю перед значно більшою висадкою військ на Сицилію, провести десантну операцію та проаналізувати питання організації взаємодії під час висадки з моря десанту між військово-морським та повітряним компонентами вторгнення на сильно укріплену оборону. До того ж було вирішено, подивитися, чи можливо примусити гарнізон острову до капітуляції шляхом масованого бомбардування з повітря та моря. За умови неможливості досягнення таких цілей, вторгнення десанту планувалося на 11 червня.
Розпочинаючи з кінця травня, острів піддавався потужним, неухильно зростаючим бомбардуванням. З 8 травня по 11 червня завдано 285 бомбових ударів винищувачами-бомбардувальниками, середніми і важкими бомбардувальниками, які скинули загалом 6202 тонни бомб на острів. З 80 артилерійських систем, що перебували на острові, 43 були пошкоджені, зокрема 10 не підлягали ремонту.
8 червня 1943 оперативна група Королівського флоту з 5 крейсерів, 8 есмінців і 3 торпедних катерів здійснила обстріл головного порту на острові з моря.
Гарнізон італійських військ на Пантеллерії отримав від супротивника 2 ультиматуми, на які не відповів, і 11 червня розпочалася висадка морського десанту. Як з'ясувалося пізніше, Джино Павезі напередодні увечері бомбардував Рим з питанням дозволити скласти зброю перед переважаючими силами ворога, і отримав цей дозвіл лише зранку перед початком висадки британських військ на острів.
За годину до наближення десантно-висадочних засобів до берегової смуги, бойові кораблі ескорту відкрили потужний вогонь по усіх виявлених вогневих точках італійців. Коли перші з британських командос висадилися, італійці здалися.
Джино Павезі потрапив у полон. Він був поміщений у табір для військовополонених у Великій Британії. Повернувся на батьківщину у листопаді 1944 року.

### Післявоєнний період
Після війни Джино Павезі продовжив службу. Протягом 1946—1947 років він був генеральним директором Корпусу військово-морських екіпажів (італ. Corpo degli equipaggi militari marittimi), потім ніс службу у генеральному штабі флоту. У 1948 році вийшов у відставку у зв'язку з досягненням граничного віку служби.
У 1957 році отримав звання ескадреного адмірала в запасі.
Помер у Римі 3 лютого 1960 року. Похований на цвинтарі Кампо Верано

## Нагороди
- Кавалер Савойського військового ордена
- Хрест «За військові заслуги»
- Великий офіцер Ордена Корони Італії
- Офіцер Ордена Святих Маврикія та Лазаря
- Командор Ордена «За заслуги перед Італійською Республікою»